# 唐堉倩
唐堉倩（1991年11月5日—），汉族，中国歌手，2011年获得青海卫视《花儿朵朵》全国年度第八名，同年签约台湾种子音乐唱片公司。

## 主要经历
- 1991年 出生于四川省攀枝花市一个工人家庭；
- 2006年 考入四川音乐学院通俗音乐学院流行舞系本科班（2010年毕业）；
- 2011年 获得青海卫视《花儿朵朵》全国年度第八名[1]，同年签约台湾种子音乐唱片公司[2]，同年9月发行单曲《爆炸头》；
- 2012年 和吴克群一起参加CCTV-1《梦想合唱团》宁波队[3]获得最后三甲；
- 2013年 与吴克群带领的宁波队一起登上CCTV春节联欢晚会。

## 個人生活
2015年，唐堉倩宣布與年長26年歲的台灣富商，周驍交往。周驍於1965年10月3日出生，並有三任前妻。第一任妻子為周驍的青梅竹馬，兩人於1990年結婚並育有兩子，周鼎恩，周育偉。兩人於2001年離婚。第二任妻子為其初戀，兩人在1981年短暫交往後分開，並在2002年結婚，但兩人的婚姻只維持了半年。第三任妻子為服裝設計師，兩人於2006年結婚並育有一女，周子燕。2012年離婚。2017年，唐堉倩為周驍誕下一子，周劍。唐堉倩表示未有結婚的打算，認為與周驍不需要婚姻來束縛自己。

## 音乐作品
- 2011年 单曲《花开的声音》
- 2011年 单曲《爆炸头》